# 以色列国家图书馆
31°46′33.01″N 35°11′48.58″E / 31.7758361°N 35.1968278°E
以色列国家图书馆（希伯來語：הספרייה הלאומית，舊稱：犹太国家和大学图书馆），是以色列的国家图书馆。图书馆拥有超过500万册图书，位于耶路撒冷希伯来大学的吉瓦特拉姆校园。
該馆拥有世界上最龐大的希伯來語文獻和犹太文獻收藏，包括许多稀有和唯一的手稿、书籍和文物。

## 图集

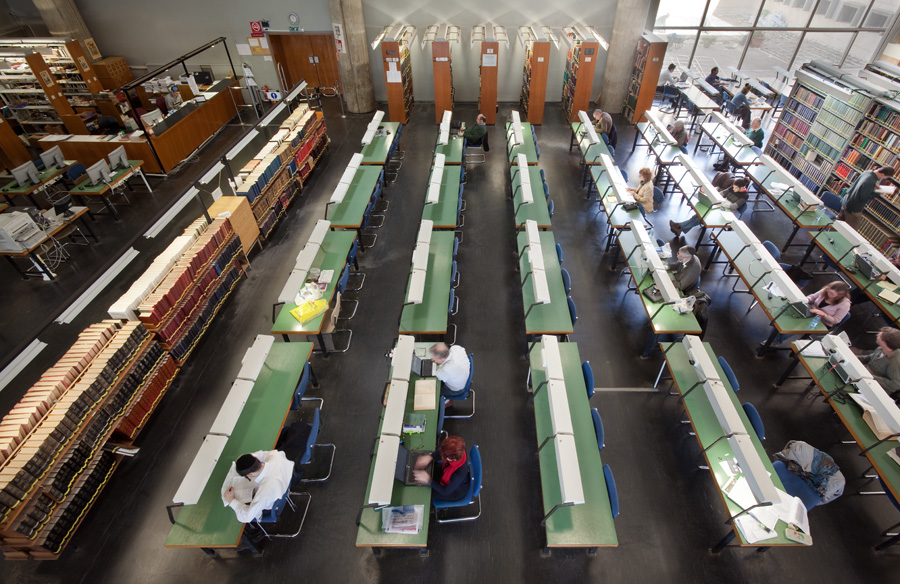
館內的閱讀室
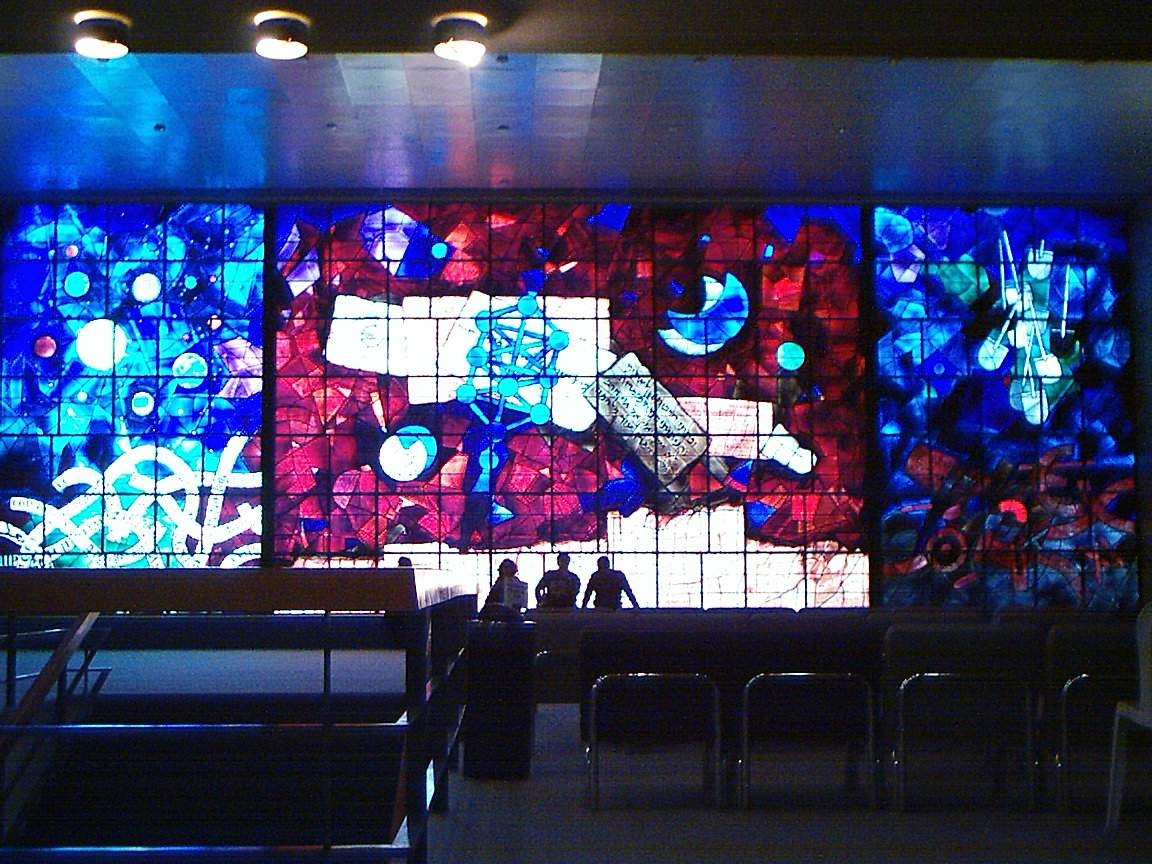